# Líšná (district de Přerov)
Pour les articles homonymes, voir Líšná.
Líšná (en allemand : Lischna) est une commune du district de Přerov, dans la région d'Olomouc, en République tchèque. Sa population s'élevait à 261 habitants en 2020.

## Géographie
Líšná se trouve à 8,5 km au sud-est de Přerov, à 29,5 km au sud-est d'Olomouc et à 237 km à l'est-sud-est de Prague.
La commune est limitée par Čechy et Domaželice au nord, par Turovice à l'est, par Prusinovice et Kostelec u Holešova au sud et au sud-ouest, et par Beňov au nord-ouest.

## Histoire
La première mention écrite de la localité date de 1366.

## Transports
Líšná se trouve à 10 km de Přerov, à 35 km de Zlín, à 35 km d'Olomouc et à 294 km de Prague.